# Philippe Erulin
Philippe Louis Edmé Marie François Erulin (Dole, Jura, 5 de julho de 1932 – Paris, 26 de setembro de 1979), foi um oficial de alto escalão no exército francês. Foi coronel no comando do 2º Regimento Estrangeiro de Paraquedistas (2º REP), líder da intervenção militar no Zaire contra os rebeldes de Katanga responsáveis por massacres: o êxito obtido na batalha de Kolwezi lhe permitiu conseguir a libertação de reféns. Por outro lado, foi acusado de ter cometido tortura durante a Guerra da Argélia, o que causou grande controvérsia.

## Obras publicadas
Erulin, Philippe; Lacaze, Jeannou (1979). Zaïre : Sauver Kolwezi. Col: Collection ECPA (em francês). Paris: Éditions Eric Baschet. 134 páginas. ISBN 978-2402561952. OCLC 6555665